# Фінал кубка Німеччини з футболу 1965
Фінал Кубка Німеччини з футболу 1965 — фінальний матч розіграшу кубка Німеччини сезону 1965 відбувся 22 травня 1965 року. У поєдинку зустрілися дортмундська «Боруссія» та аахенська «Алеманія». Особливістю фіналу стало те, що один із учасників, клуб із Аахена, представляв Регіоналлігу, у той час другий за рангом дивізіон німецького футболу. Перемогу з рахунком 2:0 здобув представник Бундесліги, «Боруссія».
| Володар Кубка Німеччини 1965       |
| ---------------------------------- |
|                                    |
| «Боруссія» (Дортмунд) Перший титул |

## Учасники
| Клуб       | Участей | Роки (жирним виділено перемоги) |
| ---------- | ------- | ------------------------------- |
| «Боруссія» | 1       | 1963                            |
| «Алеманія» | 1       | 1953                            |

## Шлях до фіналу
| Раунд                                                   | Противник                   | Рахунок |
| ------------------------------------------------------- | --------------------------- | ------- |
| 1/16                                                    | «Пройсен Мюнстер» (Г)       | 1–0     |
| 1/8                                                     | «Теніс Боруссія» (Г)        | 2–1     |
| 1/4                                                     | «Айнтрахт» (Брауншвейг) (Г) | 2–0     |
| 1/2                                                     | «Нюрнберг» (Д)              | 4–2     |
| (Д) = Вдома; (Г) = У гостях; (Н) = На нейтральному полі |                             |         |

| Раунд                                                   | Противник                   | Рахунок |
| ------------------------------------------------------- | --------------------------- | ------- |
| 1/16                                                    | «Оснабрюк» (Г)              | 3–1     |
| 1/8                                                     | «Рот-Вайс» (Обергаузен) (Г) | 1–0     |
| 1/4                                                     | «Ганновер 96» (Д)           | 2–1     |
| 1/2                                                     | «Шальке 04» (Д)             | 4–3 дч  |
| (Д) = Вдома; (Г) = У гостях; (Н) = На нейтральному полі |                             |         |

## Матч

### Деталі
| 22 травня 1965 16:00 (CET) |

| Боруссія (Дортмунд)   | 2:0      | Алеманія (Аахен) |
| --------------------- | -------- | ---------------- |
| Шмідт 10' Еммеріх 18' | Протокол |                  |

| Нідерсахсенштадіон, Ганновер Глядачів: 55 000 Арбітр: Рудіберт Якобі |

|  |  |

| В                 |  | Ганс Тільковський |
| З                 |  | Теодор Реддер     |
| З                 |  | Герхард Кіліакс   |
| ПЗ                |  | Германн Штрашнітц |
| ПЗ                |  | Вольфганг Пауль   |
| ПЗ                |  | Дітер Куррат      |
| Н                 |  | Лотар Еммеріх     |
| Н                 |  | Фрідгельм Конецка |
| Н                 |  | Альфред Шмідт (к) |
| Н                 |  | Вільгельм Штурм   |
| Н                 |  | Райнгольд Восаб   |
| Головний тренер:  |  |                   |
| Германн Еппенгофф |  |                   |

| В                |  | Герхард Прокоп       |
| З                |  | Вернер Нівелштайн    |
| З                |  | Герьерт Крісп        |
| ПЗ               |  | Крістіан Броєр       |
| ПЗ               |  | Йозеф Телен          |
| ПЗ               |  | Ервін Германдунг     |
| Н                |  | Вільгельм Крігер     |
| Н                |  | Альфред Гленський    |
| Н                |  | Йозеф Мартінеллі (к) |
| Н                |  | Франц-Йозеф Накен    |
| Н                |  | Герберт Гронен       |
| Головний тренер: |  |                      |
| Освальд Пфау     |  |                      |